# Tabanus biguttatus
Tabanus biguttatus är en tvåvingeart som beskrevs av Christian Rudolph Wilhelm Wiedemann 1830. Tabanus biguttatus ingår i släktet Tabanus och familjen bromsar. Inga underarter finns listade i Catalogue of Life.